# Universalglot
 (octobre 2012).
Si vous disposez d'ouvrages ou d'articles de référence ou si vous connaissez des sites web de qualité traitant du thème abordé ici, merci de compléter l'article en donnant les références utiles à sa vérifiabilité et en les liant à la section « Notes et références ».
 (mars 2025).
La mise en forme du texte ne suit pas les recommandations de Wikipédia : il faut le « wikifier ».
Les points d'amélioration suivants sont les cas les plus fréquents. Le détail des points à revoir est peut-être précisé sur la page de discussion.
- Les titres sont pré-formatés par le logiciel. Ils ne sont ni en capitales, ni en gras.
- Le texte ne doit pas être écrit en capitales (les noms de famille non plus), ni en gras, ni en italique, ni en « petit »…
- Le gras n'est utilisé que pour surligner le titre de l'article dans l'introduction, une seule fois.
- L'italique est rarement utilisé : mots en langue étrangère, titres d'œuvres, noms de bateaux, etc.
- Les citations ne sont pas en italique mais en corps de texte normal. Elles sont entourées par des guillemets français : « et ».
- Les listes à puces sont à éviter, des paragraphes rédigés étant largement préférés. Les tableaux sont à réserver à la présentation de données structurées (résultats, etc.).
- Les appels de note de bas de page (petits chiffres en exposant, introduits par l'outil «  Source ») sont à placer entre la fin de phrase et le point final[comme ça].
- Les liens internes (vers d'autres articles de Wikipédia) sont à choisir avec parcimonie. Créez des liens vers des articles approfondissant le sujet. Les termes génériques sans rapport avec le sujet sont à éviter, ainsi que les répétitions de liens vers un même terme.
- Les liens externes sont à placer uniquement dans une section « Liens externes », à la fin de l'article. Ces liens sont à choisir avec parcimonie suivant les règles définies. Si un lien sert de source à l'article, son insertion dans le texte est à faire par les notes de bas de page.
- La présentation des références doit suivre les conventions bibliographiques. Il est recommandé d'utiliser les modèles {{Ouvrage}}, {{Chapitre}}, {{Article}}, {{Lien web}} et/ou {{Bibliographie}}. Le mode d'édition visuel peut mettre en forme automatiquement les références.
- Insérer une infobox (cadre d'informations à droite) n'est pas obligatoire pour parachever la mise en page.

Pour une aide détaillée, merci de consulter Aide:Wikification.
Si vous pensez que ces points ont été résolus, vous pouvez retirer ce bandeau et améliorer la mise en forme d'un autre article.
L'Universalglot est une langue auxiliaire internationale , a posteriori, publiée dans l'ouvrage Essai d'une langue universelle, Enseignement, grammaire, vocabulaire, en 1868 par le linguiste français Jean Pirro qui précéda le Volapük d'une dizaine d'années et l'espéranto de deux dizaines d'années. Universalglot fut fêtée comme "le premier système linguistique complet basé sur des éléments communs provenant de langues nationales".
Pirro lui donna plus de 7 000 racines de base et un nombre important de préfixes permettant d'utiliser un vocabulaire considérable.

## Alphabet
Cette langue met bien en œuvre 26 lettres, mais pas totalement celles de l'alphabet commun :
- les "w" et "y" sont laissés de côté
- le "Σ/σ" sert à rendre le "ch" français comme dans "chat" [ ᶴ ].
- le "Ü/ü" rend le "U/u" français comme dans "une"(ou "Ü/ü" allemand) [y]

Aides à la prononciation :
- "c" se prononce "ts" [ts],
- "j" est comme "y",
- "q" se prononce comme "kw" en anglais, "kou" en français ou "ku" en allemand [k(w)],
- "x" se prononce "ks" [ks].

Les voyelles se prononcent généralement comme dans les pays d'Europe méditerranéenne ou d'Europe centrale :
- "a" comme dans "abattre" [a],
- "e" comme dans "été" [e],
- "i" comme dans "il" [i],
- "o" comme dans "or" [ᴐ],
- "u" comme dans "loup" [u].

## Noms et adjectifs
- Les noms et adjectifs sont invariables, abstraction faite du féminin des noms. Le féminin est en "in".
- Ex.1 (singulier): El old man, el old manin.
- Ex.2 (pluriel): Li old man, Li old manin.
- Tout mot peut être utilisé comme nom s'il est précédé d'un article.

## Articles
Seuls les articles et pronoms portent le singulier ou pluriel comme suit:
- Singulier: el (de el, ex el / ad el / el), un
- Pluriel: li (de li, ex li / ad li / li)

## Verbes
Les verbes ont une conjugation simple:
esen: être
- i ese, tu ese, il ese, nos ese, vos ese, ili ese
- i esed, tu esed, il esed, nos esed, vos esed, ili esed
- i esrai, tu esrai, il esrai, nos esrai, vos esrai, ili esrai
- i esrais, tu esrais, il esrais, nos esrais, vos esrais, ili esrais
- es!
- esant
- esed

haben: avoir
- i habe, tu habe, il habe, nos habe, vos habe, ili habe
- i habed, tu habed, il habed, nos habed, vos habed, ili habed
- i habrai, tu habrai, il habrai, nos habrai, vos habrai, ili habrai
- i habrais, tu habrais, il habrais, nos habrais, vos habrais, ili habrais
- hab!
- habant
- habed

loben: louer
- i lobe, tu lobe, il lobe, nos lobe, vos lobe, ili lobe
- i lobed, tu lobed, il lobed, nos lobed, vos lobed, ili lobed
- i lobrai, tu lobrai, il lobrai, nos lobrai, vos lobrai, ili lobrai
- i lobrais, tu lobrais, il lobrais, nos lobrais, vos lobrais, ili lobrais
- i habrai lobed, etc.
- i habrais lobed, etc.
- lob!
- lobant
- lobed

esen lobed
- i ese lobed
- i esed lobed
- i esrai lobed
- i esrais lobed
- i esrai esed lobed
- i esrais esed lobed
- es lobed!

se loben
- i lobe me
- i lobed me
- i lobrai me
- i lobrais me

## Adverbes
da, di, fern, pertot, post, retro, sub, up, vo, pre, alterlit, hastlit, insamel, oft, rarlit, re, so, certlit, ies, non, potlit, villit, alor, altervolt, ankor, bald, ditdai, heri, jam, kras, mai, nun, postdit, primlit, semper, admindest, vix, ben, kom, mal, mind, molt, prox, quant, sat, self, talit, tant, totlit, trop, unlit.

## Prépositions
ad, adkaus, de, ex, in, inter, kon, kontra, kontravil, ob, per, post, pre, pro, prox, retro, sin, sub, til, tra, um, up, uper.

## Préfixes
an-, de-, di-, dis-, ab-, mis-, mal, ob-, re- auxquels s'ajoutent les prépositions.

## Listes de mots particuliers
- i, de me, ex me, ad me, me, men bibel, el men, meni bibel, li meni
- tu, de te, ex te, ad te, te, ten bibel, el ten, teni bibel, li teni
- il, de eil, ex eil, ad eil, eil, sen bibel, el sen, seni bibel, li seni
- nos, de enos, ex enos, ad enos, enos, nor bibel, el nor, nori bibel, li nori
- vos, de evos, ex evos, ad evos, evos, vor bibel, el vor, vori bibel, li vori
- ili, de eili, ex eili, ad eili, eili, lor bibel, el lor, lori bibel, li lori

ke? de ke? ex ke? ad ke? ke? 
alter, alteri; jed; nul, nuli; on; self, selfi; tal, tali; tot, toti; un, uni
un, du, tri, quat, quint, sex, sept, okt, nov, dec
- 11=undec, 12=dudec, 13=tridec etc.
- 20=duta, 30=trita, etc.
- 21=dutaun, 22=dutadu, 23=dutatri etc.

cent, mil, milion, miliar
- el prim, el duli, el trili etc. el ultim
- primlit, dulit, trilit etc.
- 1/2=un midli, 3/4=tri quatli

setin:
- Lundai, Mardai, Erdai, Jovdai, Vendai, Samdai, Diodai = un septin

dudecin:
- Januar, Februar, Mars, April, Mai, Juni, Juli, August, September, Oktober, November, December = un dudecin